# David B. Lellinger
David Bruce Lellinger, född 1937 i Chicago, Illinois, USA, är en amerikansk botaniker specialiserad på ormbunksväxter.